# 假贝母属
假贝母属（学名：Bolbostemma）是葫芦科下的一个属，为攀援草质藤本植物。该属共有刺儿瓜（B. biglandulosum）和假贝母（B. paniculatum）2种，分布于中国东部、北部至西北部和西南部。